# Den bez aut

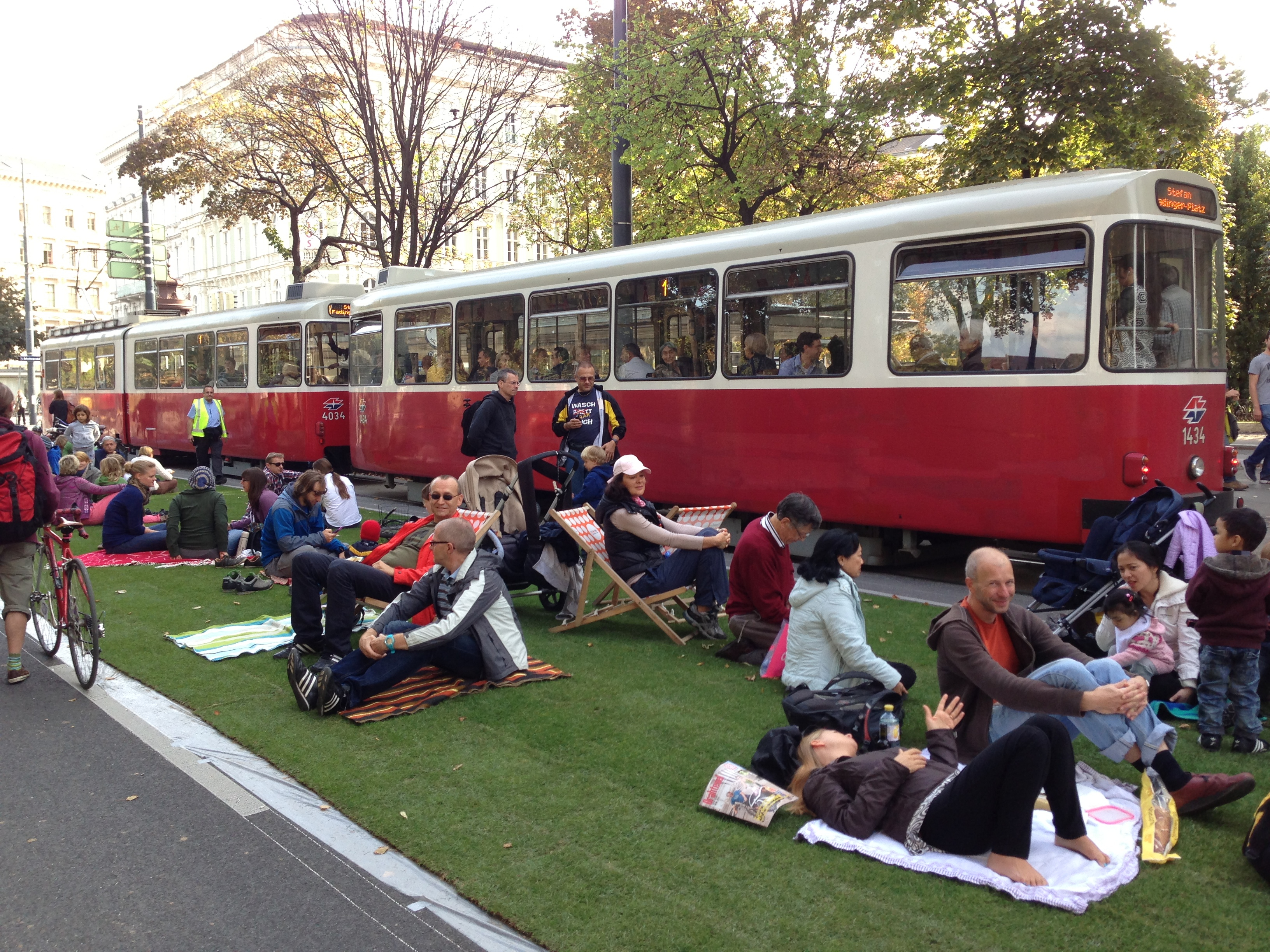
Den bez aut na Ringstrasse ve Vídni, 2013

Den bez aut je obecně událost, kdy jsou občané některých měst nebo jejich částí povzbuzování k tomu, aby používali jiné dopravní prostředky než auta. Někde se takové akce konají pravidelně každý rok, ve městech jako Jakarta či Teherán dokonce s týdenní periodicitou. Mezinárodní den bez aut se slaví každoročně 22. září (někde však v neděli kolem tohoto data). Akce má poukázat na přijatelnější způsoby dopravy a podpořit omezování městského automobilismu. K Evropskému dni bez aut, který iniciovala Evropská komise v roce 2000, se k roku 2005 přihlásilo 1377 měst.

## Historie
Prvopočátky ideje Dne bez aut lze nalézt již na konci padesátých let dvacátého století, kdy si lidé začali uvědomovat, že automobilismus významně snižuje kvalitu života ve městě. S tím souvisí například kniha Jane Jakobsové o městském plánování The Death and Life of Great American Cities z roku 1961. V roce 1974 během ropné krize probíhaly ve Švýcarsku čtyři neděle bez aut. Podobnou akci uspořádala Německá demokratická republika v roce 1981 a postupně následovaly i další města a akce.
Zásadní Den bez aut proběhl 22. září 1998 ve Francii. Postupně se z něj stala evropská (rok 2000) a od roku 2001 mezinárodní iniciativa Evropské komise. Od roku 2002 je tento Den bez aut součástí Evropského týdne mobility (ETM), který probíhá od 16. do 22. září.

## V Česku

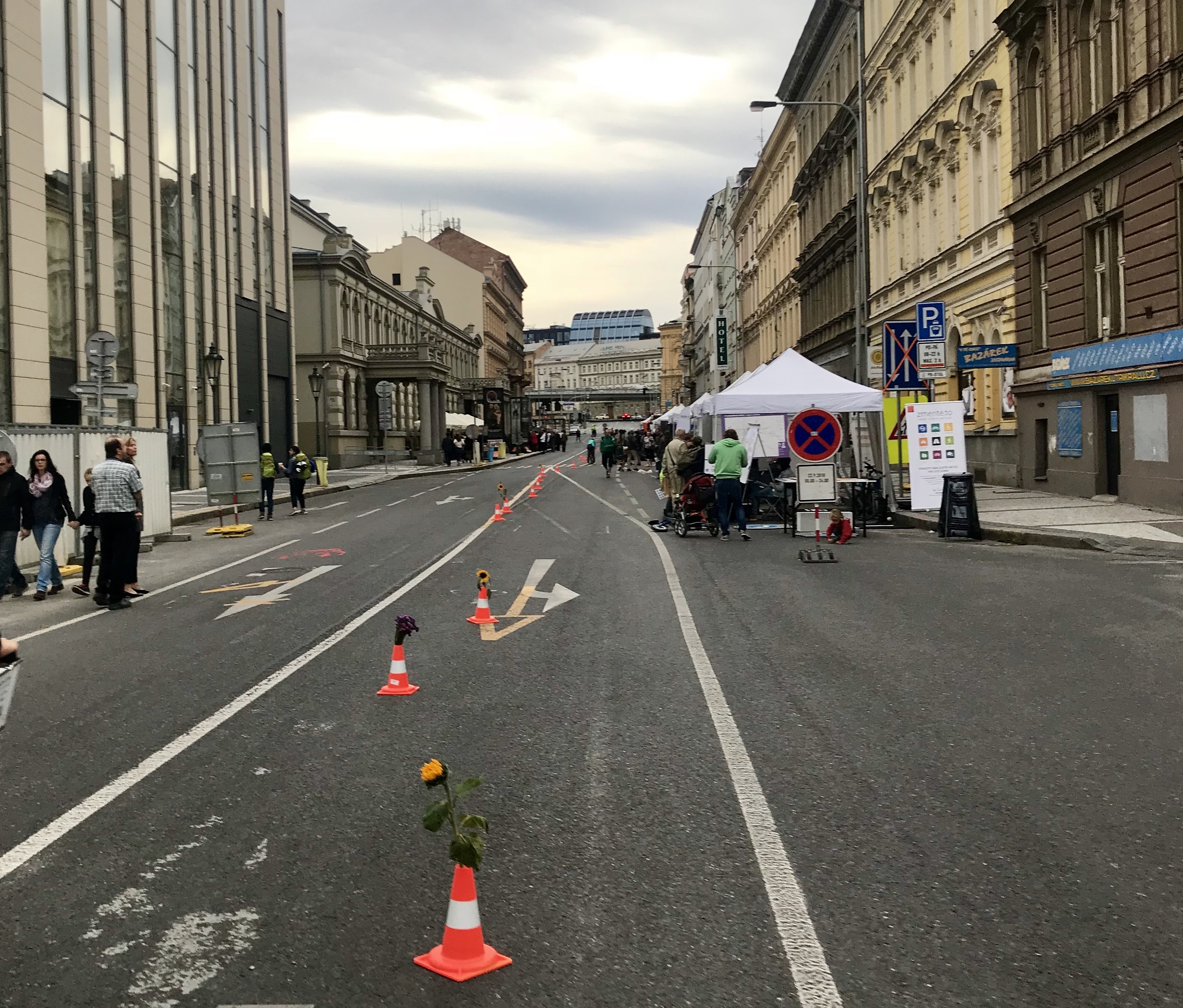
Den bez aut v karlínské ulici Křižíkova v Praze, 2018

Na českém území se uskutečnil první Den bez aut 15. listopadu 1991 jako reakce na výzvu nizozemské organizace European Youth Forest Action. Od roku 1995 pořádá Den bez aut organizace Děti Země.
V Praze jsou při příležitosti Dne bez aut pořádány například cyklojízdy. Jde o policejně povolené akce, kdy na několik desítek minut uzavřenými ulicemi projíždějí tisíce cyklistů a demonstrují tak svůj názor a přání o lidštějším městě bez přemíry aut. V Praze cyklojízdy organizuje spolek AutoMat, která usiluje o ekologičtější druhy dopravy ve městech a především o snížení podílu individuální automobilové dopravy v Praze ve prospěch šetrnějších druhů dopravy. Některé ulice se v tento den mění v pěší zóny. Například 20. září 2009 se cyklojízdy zúčastnilo přibližně pět tisíc lidí, v roce 2012 cca 2000 lidí.